# Großer Traithen
Der Große Traithen ist mit 1852 m ü. NHN einer der höheren Berge im Mangfallgebirge. Gleichzeitig bildet er den höchsten Gipfel im Landkreis Rosenheim und liegt auf dem Gemeindegebiet von Kiefersfelden bzw. dem Gebiet der Gemeinde Bayrischzell im Landkreis Miesbach unweit der österreichischen Stadt Kufstein. Entsprechend verläuft auf seinem Gipfel die Grenze zwischen den Landkreisen Rosenheim und Miesbach bzw. der Gemeinden Bayrischzell und Kiefersfelden.
Seine Westflanke bricht relativ steil mit rund 1000 m ins Ursprungtal mit der Ortschaft Bayrischzell ab, während der Berg nach Norden einen Grat über den flachen Fellalmsattel und den Kleinen Traithen zum Sudelfeld hin sowie nach Osten einen dicht mit Latschen bewachsenen Grat über das Unterberger Joch und Steilner Joch (auch Steintraithen genannt) zum Brünnstein entsendet. Der Berg kann als eher einfache Bergwanderung, die stellenweise Trittsicherheit erfordert, vom Sudelfeld, von der Rosengasse, von Mühlau über die Himmelmoosalm oder aus dem Ursprungtal herauf bestiegen werden.
Auf dem felsigen Gipfel steht ein Kreuz, das Panorama ist umfassend und reicht im Süden bis zu den Firngipfeln der Zentralalpenkette mit Großglockner, Großvenediger und Zillertaler Alpen. Besonders hervorzuheben ist der Blick hinüber zum markanten Kaisergebirge und auf den nördlich gelegenen Wendelstein.

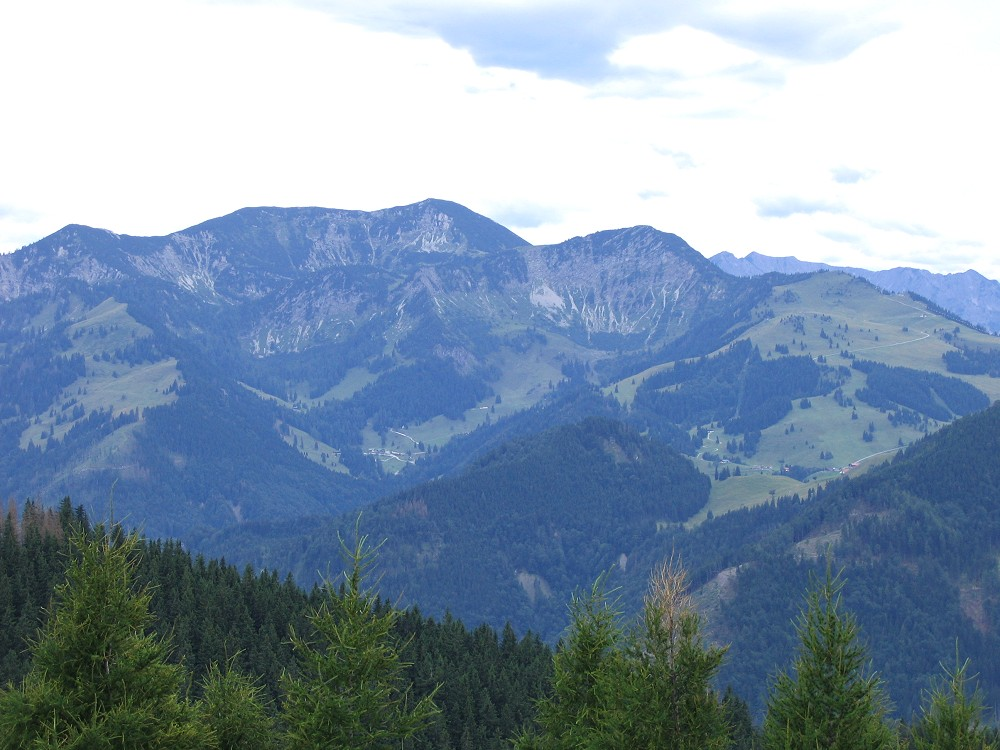
Von links: Steilner Joch, Unterberger Joch, Großer Traithen, Kleiner Traithen, Sudelfeld; fotografiert vom Großen Riesenkopf, also von Norden.
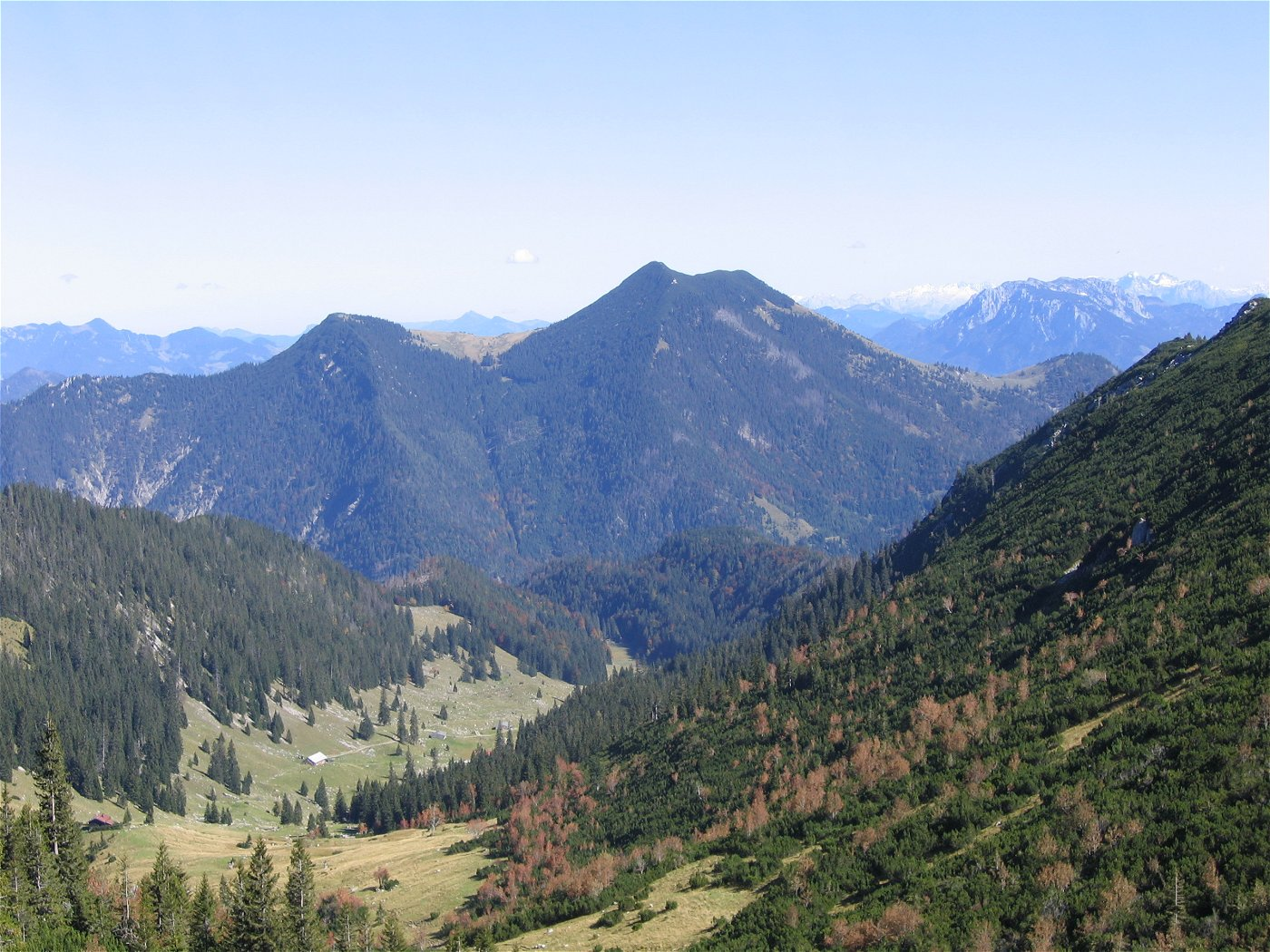
Großer Traithen, links neben dem Fellalmsattel der Kleine Traithen, noch weiter links der Vogelsang, rechts im Hintergrund das Kaisergebirge, im Vordergrund die Soinalm
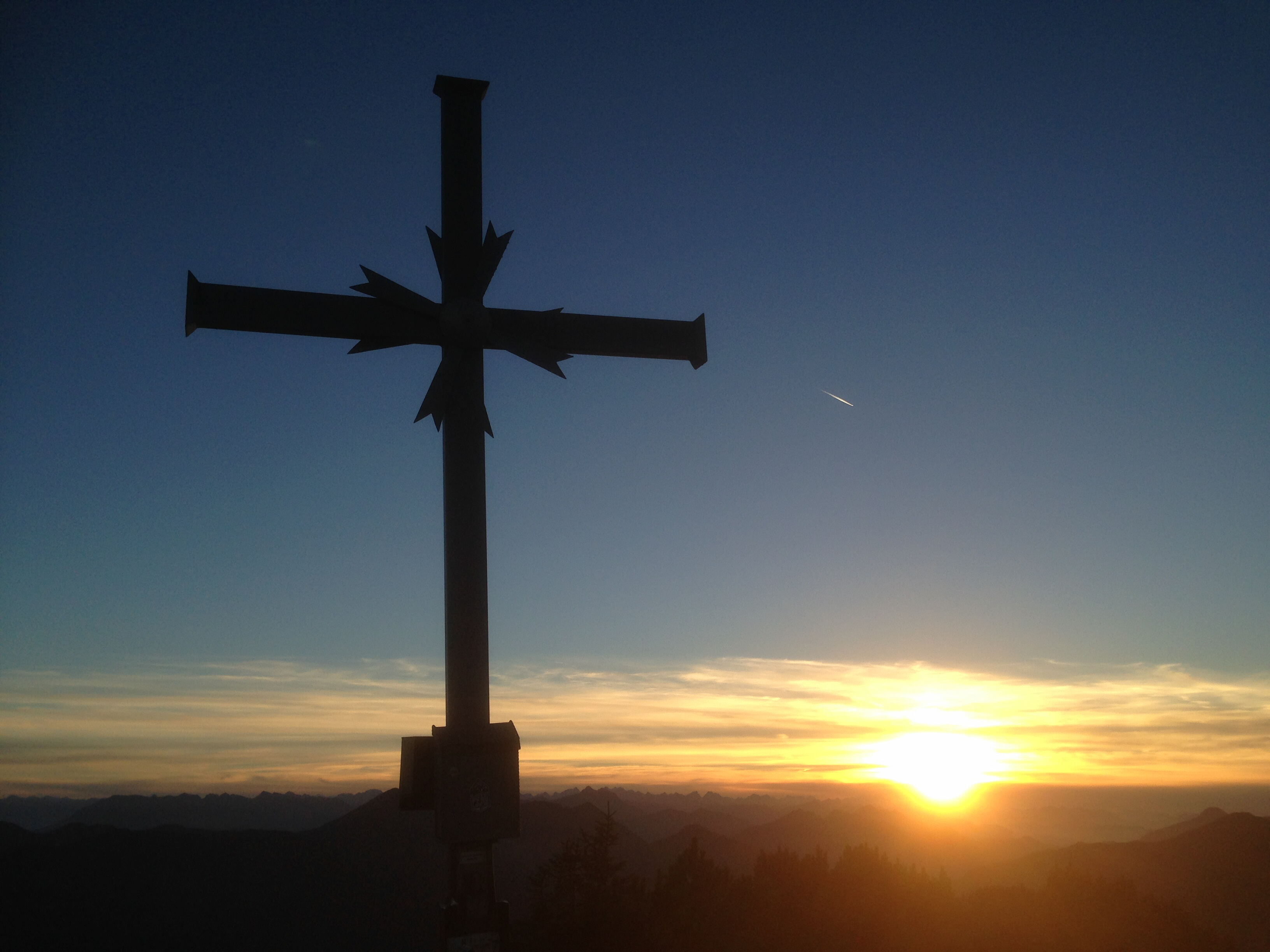
Sonnenuntergang am Gipfelkreuz